# Lanzenreuth (Thurnau)
Lanzenreuth (oberfränkisch: Landsnraid) ist ein Gemeindeteil des Marktes Thurnau im Landkreis Kulmbach (Oberfranken, Bayern). Lanzenreuth liegt in der Gemarkung Hutschdorf.

## Geographie
Das Dorf liegt am linken Ufer des Roten Mains und ist von Acker- und Grünland umgeben. Im Osten befindet sich der Lehringsberg (374 m ü. NHN). Die Kreisstraße KU 5 führt am Hammerhaus vorbei nach Partenfeld (0,7 km südwestlich) bzw. zur Kreisstraße KU 16 (0,4 km östlich). Eine Gemeindeverbindungsstraße führt nach Windischenhaig (2,3 km nordwestlich).

## Geschichte
Der Ort wurde 1398 im Landbuch der Herrschaft Plassenberg als „Lanzenrewt“ erstmals urkundlich erwähnt. Der Ortsname bedeutet zur Rodung des Lanzo. Mit dem Personennamen Lanzo wurde wahrscheinlich der Gründer der Siedlung angegeben.
Gegen Ende des 18. Jahrhunderts bestand Lanzenreuth aus 9 Anwesen. Das Hochgericht übte das bayreuthische Stadtvogteiamt Kulmbach aus. Die Dorf- und Gemeindeherrschaft hatte das Kastenamt Kulmbach. Grundherren waren das Kastenamt Kulmbach (1 Tropfhaus) und das Stiftskastenamt Himmelkron (5 Viertelhöfe, 1 unbebauter Viertelhof, 1 Haus, 1 Halbhaus mit Hofrait, 1 Tropfhaus).
Von 1797 bis 1810 unterstand der Ort dem Justiz- und Kammeramt Kulmbach. Mit dem Gemeindeedikt wurde Lanzenreuth 1811 dem Steuerdistrikt Hutschdorf und 1812 der Ruralgemeinde Hutschdorf zugewiesen. Am 1. Januar 1972 wurde Lanzenreuth im Zuge der Gebietsreform in Bayern in den Markt Thurnau eingegliedert.

### Ehemaliges Baudenkmal
- Haus Nr. 6 ist ein 1879 bezogenes Bauernhaus in Fachwerkbauweise, mit Frackdach und einem 1907 bezogenen Anbau (Fl.Nr. 939).[10] Das Baudenkmal wurde nicht nachqualifiziert.

### Einwohnerentwicklung
| Jahr      | 001809 | 001818 | 001861 | 001871 | 001885 | 001900 | 001925 | 001950 | 001961 | 001970 | 001987 |
| Einwohner | 62     | 70     | 80     | 76     | 79     | 67     | 64     | 86     | 62     | 62     | 79     |
| Häuser    |        | 11     |        |        | 13     | 13     | 12     | 11     | 12     |        | 18     |
| Quelle    | [ 12 ] | [ 8 ]  | [ 13 ] | [ 14 ] | [ 15 ] | [ 16 ] | [ 17 ] | [ 18 ] | [ 19 ] | [ 20 ] | [ 1 ]  |

## Religion
Lanzenreuth ist seit der Reformation evangelisch-lutherisch geprägt und nach St. Johannes der Täufer (Hutschdorf) gepfarrt.